# Elecciones estatales en Hidalgo de 2008
Las elecciones estatales de Hidalgo de 2008 se llevaron a cabo en dos jornadas electorales diferentes, el domingo 17 de febrero de 2008 tuvo lugar la primera y en ella fueron elegidos en el estado de Hidalgo;
- 30 Diputados al Congreso del Estado. 18 Electos por mayoría relativa en cada uno de los Distrito Electorales y 12 Electos bajo el principio de Representación Proporcional.

Y la segunda jornada electoral tuvo lugar el 9 de noviembre de 2008, en la cual se eligieron:
- 84 ayuntamientos. Compuestos por un Presidente Municipal y regidores, electos para un periodo de tres años no reelegibles para el periodo inmediato.

## Resultados electorales
El 1 de diciembre de 2008, el Tribunal Estatal Electoral de Hidalgo decretó un empate en el municipio de Emiliano Zapata, entre la Coalición Más x Hidalgo y el Partido Verde Ecologista de México, con 2,042 sufragios por bando. Por lo que, se otorgan al Instituto Estatal Electoral de Hidalgo 45 días naturales a partir de la presente resolución, para convocar a elecciones extraordinarias, en tanto se conformará un Consejo municipal que administrará el municipio. Sin embargo, tanto el Verde Ecologista como la Alianza Más por Hidalgo podrán recurrir a la instancia federal a través del Tribunal Electoral del Poder Judicial de la Federación.

### Ayuntamientos
| Partido/Alianza | Partido/Alianza                      | Municipios |
| --------------- | ------------------------------------ | ---------- |
|                 | Partido Acción Nacional              | 9          |
|                 | Partido Revolucionario Institucional | 51         |
|                 | Coalición Mas x Hidalgo (PRI, PANAL) |            |
|                 | Partido de la Revolución Democrática | 14         |
|                 | Alianza Democrática (PRD, PT)        |            |
|                 | Partido del Trabajo                  | 1          |
|                 | Partido Verde Ecologista de México   | 6          |
|                 | Convergencia                         | 1          |
|                 | Partido Nueva Alianza                | 2          |
|                 | Partido Alternativa Socialdemócrata  | 0          |
| Fuente:         |                                      |            |

#### Ayuntamiento de Pachuca
| Partido/Alianza                                | Partido/Alianza                      | Candidato | Candidato                   | Votos  |  |
| ---------------------------------------------- | ------------------------------------ | --------- | --------------------------- | ------ |  |
|                                                | Partido Acción Nacional              |           | Daniel Ludlow Kuri          | 29,394 |  |
|                                                | Coalición Mas x Hidalgo (PRI, PANAL) |           | Francisco Olvera Ruiz Hecho | 43,196 |  |
|                                                | Alianza Democrática (PRD, PT)        |           | Natividad Castrejón Valdez  | 8,585  |  |
|                                                | Partido Verde Ecologista de México   |           | Patricia Calderón Mancilla  | 2,498  |  |
|                                                | Convergencia                         |           | -----                       | 0      |  |
|                                                | Partido Alternativa Socialdemócrata  |           | -----                       | 0      |  |
|                                                | Nulos                                | Nulos     | Nulos                       | 7,411  |  |
| Total                                          | Total                                | Total     | Total                       | 91,084 |  |
| Fuente: Instituto Estatal Electoral - Hidalgo. |                                      |           |                             |        |  |

### Diputados

Resultados de los distritos electorales por partido político

| Partido/Alianza                                | Partido/Alianza                           | Distritos |
| ---------------------------------------------- | ----------------------------------------- | --------- |
|                                                | Partido Acción Nacional                   | 0         |
|                                                | Partido Revolucionario Institucional      | 6         |
|                                                | Coalición Unidos por Hidalgo (PRI, PANAL) | 12        |
|                                                | Partido de la Revolución Democrática      | 0         |
|                                                | Partido del Trabajo                       | 0         |
|                                                | Partido Verde Ecologista de México        | 0         |
|                                                | Convergencia                              | 0         |
|                                                | Partido Nueva Alianza                     | 0         |
|                                                | Partido Alternativa Socialdemócrata       | 0         |
| Fuente: Instituto Estatal Electoral - Hidalgo. |                                           |           |